# 愛因斯坦-嘉當理論
愛因斯坦-嘉當理論（英語：Einstein-Cartan theory）是理論物理學中將廣義相對論延伸以正確處理自旋角動量。此理論以物理學家阿爾伯特·愛因斯坦以及埃利·嘉當（)為名。
作為古典物理中的主要理論，廣義相對論卻有一個缺點：其無法描述「自旋軌道耦合」（spin-orbit coupling），亦即內稟角動量（intrinsic angular momentum）（自旋）與軌道角動量（orbital angular momentum）間的交換。存在有定量的理論證明，其顯示：當物體具有自旋性質時，廣義相對論必須要擴充成愛因斯坦-嘉當理論。
實驗上的效應由於太小，目前尚無法觀測得到。

## 歷史
該理論最早由埃利·嘉當(Élie Cartan)於 1922 年提出，並在隨後的幾年中得到了闡述。阿爾伯特愛因斯坦於 1928 年開始加入該理論，當時他試圖將撓率與電磁場張量匹配作為統一場論的一部分，但沒有成功。這一思路引導他得出了相關但不同的遠程並行理論。
Dennis Sciama和Tom Kibble在20世紀60年代獨立地重新審視了該理論，並於1976年發表了一篇重要評論。
愛因斯坦-嘉當理論在歷史上一直被無扭轉理論和布蘭斯-迪克理論等其他替代理論所掩蓋，因為扭轉似乎以犧牲方程式的易處理性為代價，幾乎沒有增加預測的好處。由於愛因斯坦-嘉當理論是純粹經典的，它也沒有完全解決量子重力問題。在愛因斯坦-嘉當理論中，狄拉克方程式變得非線性。最近，人們對愛因斯坦-嘉當理論的興趣已經轉向宇宙學意義，最重要的是，避免了宇宙開始時的引力奇點。該理論被認為是可行的，並且仍然是物理學界的活躍話題。
該理論間接影響了圈量子重力（並且似乎也影響了扭量理論）。

## 動機
廣義相對論無法描述自旋軌道耦合的理由根源於黎曼幾何，而廣義相對論是建構於其上。在黎曼幾何中，里奇曲率張量（Ricci curvature tensor）{\displaystyle R_{ab}}必須是a與b對稱的（亦即，{\displaystyle R_{ab}=R_{ba}}）。因此愛因斯坦曲率張量(Einstein curvature tensor){\displaystyle G_{ab}}定義為
{\displaystyle G_{ab}=R_{ab}-{\frac {1}{2}}Rg_{ab}}
也必須是對稱的。在廣義相對論中，愛因斯坦曲率張量為局域重力建構了模型，且其（透過重力常數的聯繫）等同於應力-能量張量或能量-動量張量{\displaystyle P_{ab}}（此處我們將能量-動量張量表示為P，是因為廣義相對論中常用來表示能量-動量張量的T在愛因斯坦-嘉當理論留給仿射扭率(affine torsion)。）愛因斯坦曲率張量的對稱性強迫動量張量必須是對稱的。然而，當自旋與軌道角動量進行交換時，根據角動量守恆的廣義式，則知動量張量為不對稱的。
自旋流(spin current)之散度——{\displaystyle {\frac {1}{2}}\left(T_{ab}-T_{ba}\right)=0}
細節請參考自旋張量(spin tensor)條目。
因此廣義相對論無法適當地為自旋軌道耦合建構模型。
於1922年，埃利·嘉當提出猜想認為廣義相對論應該被延伸成包括仿射扭率(affine torsion)，其允許里奇張量可以是不對稱的。雖然自旋-軌道耦合是重力物理學中相對次要的現象，愛因斯坦–嘉當理論則相當重要，因為
(1) 其顯示出仿射理論，而非度規理論，對於重力能提供更好的描述；
(2) 其解釋仿射扭率的意義，在一些量子重力理論中自然出現；
(3) 其將自旋詮釋為仿射扭率，在幾何意義上是時空介質(spacetime medium)之位錯場(field of dislocations)的一項連續近似。
將黎曼幾何擴充以包含了仿射扭率則稱為黎曼-嘉當幾何(Riemann–Cartan geometry)。

## 幾何與表示式
時空物理學的數學基礎是仿射微分幾何(affine differential geometry)，其中我們賦予n維微分流形M 一項沿著M上路徑對向量作平行移動的定律。（一微分流形的每個點，我們都有切向量所組成的一個線性空間，不過我們無法將向量移動到其他點，或是去比較M上位於不同兩點上的向量。）平行移動保存了向量間的線性關係；也就是說，若兩向量 {\displaystyle {\vec {u}}} 與 {\displaystyle {\vec {v}}} 在M上同一點，沿著一曲線被平行移動成為向量 {\displaystyle {\vec {u}}^{\prime }} 與 {\displaystyle {\vec {v}}^{\prime }}，則兩者的線性組合
{\displaystyle a{\vec {u}}} + {\displaystyle b{\vec {v}}}
也平行移動為
{\displaystyle a{\vec {u}}^{\prime }} + {\displaystyle b{\vec {v}}^{\prime }}。
仿射微分幾何中的平行性(Parallelism)是路徑相依(path-dependent)的；也就是說，如果沿著同起點與同終點之兩相異路徑平行移動一向量，在終點所得的結果向量一般來說是相異的。這樣的差異本質上即為曲率的影響，而曲率在微分幾何中是個中心概念。

## 愛因斯坦-嘉當引力理论简介

### 用标架场重写愛因斯坦引力理论
用标架场{\displaystyle \lambda _{\mu }^{(\alpha )}} 代替度规场{\displaystyle {{g}_{\mu \nu }}} ，我们可以得到用标架场{\displaystyle \lambda _{\mu }^{(\alpha )}} （仅考虑内禀坐标系变换是整体Lorentz变换）表示的两种等价形式的推广的爱因斯坦引力场运动方程为：
- （1）引力场运动方程第一形式：{\displaystyle {\frac {D{{Q}^{(\alpha )\mu \nu }}}{D{{x}^{\nu }}}}={\frac {16\pi G}{{c}^{4}}}{{P}^{(\alpha )\mu }}}
- （2）引力场运动方程第二形式：{\displaystyle {{R}^{\mu \nu }}-{\frac {1}{2}}{{g}^{\mu \nu }}R+{\frac {1}{2}}\lambda _{(\alpha )}^{\nu }{\frac {DK_{}^{(\alpha )\mu \rho }}{D{{x}^{\rho }}}}={\frac {8\pi G}{{c}^{4}}}\left(P_{m}^{\nu \mu }-P_{gk}^{\nu \mu }\right)}

其中：
{\displaystyle {{P}^{(\alpha )\mu }}=P_{m}^{(\alpha )\mu }-P_{g}^{(\alpha )\mu }}
{\displaystyle {\begin{aligned}&{{Q}^{(\alpha )\mu \nu }}=Q_{E}^{(\alpha )\mu \nu }+K_{}^{(\alpha )\mu \nu }\\&Q_{E}^{(\alpha )\mu \nu }={{F}^{(\alpha )\mu \nu }}+\left({{F}^{\mu (\alpha )\nu }}-{{F}^{\nu (\alpha )\mu }}\right)-2\left({{\lambda }^{(\alpha )\mu }}{{F}^{\nu }}-{{\lambda }^{(\alpha )\nu }}{{F}^{\mu }}\right)\\&K_{}^{(\alpha )\mu \nu }=\beta _{1}^{}{{F}^{(\alpha )\mu \nu }}+\beta _{2}^{}\left({{F}^{\mu (\alpha )\nu }}-{{F}^{\nu (\alpha )\mu }}\right)-2\beta _{3}^{}\left({{\lambda }^{(\alpha )\mu }}{{F}^{\nu }}-{{\lambda }^{(\alpha )\nu }}{{F}^{\mu }}\right)\\\end{aligned}}}
{\displaystyle P_{g}^{(\alpha )\mu }={\frac {{c}^{4}}{16\pi G}}\left(-{{F}_{\lambda \rho \sigma }}{{Q}^{\lambda \mu \sigma }}+{\frac {1}{4}}{{F}_{\lambda m\sigma }}{{Q}^{\lambda m\sigma }}\delta _{\rho }^{\mu }\right){{\lambda }^{(\alpha )\rho }}}
{\displaystyle {\begin{aligned}&P_{m}^{(\alpha )\mu }=-{\frac {1}{\sqrt {-g}}}{\frac {\delta \left({{L}_{m}}{\sqrt {-g}}\right)}{\delta {{\lambda }_{(\alpha )\mu }}}}=-{\frac {\delta {{L}_{m}}}{\delta {{\lambda }_{(\alpha )\mu }}}}-{{L}_{m}}{{\lambda }^{(\alpha )\mu }}\\&\\\end{aligned}}}
{\displaystyle P_{gk}^{(\alpha )\mu }={\frac {{c}^{4}}{16\pi G}}\left(-{{F}_{\lambda \rho \sigma }}{{K}^{\lambda \mu \sigma }}+{\frac {1}{4}}{{F}_{\lambda m\sigma }}{{K}^{\lambda m\sigma }}\delta _{\rho }^{\mu }\right){{\lambda }^{(\alpha )\rho }}}
当 {\displaystyle {{\beta }_{1}},{{\beta }_{2}},{{\beta }_{3}}<<1}时，由引力场运动方程的第二形式得到爱因斯坦引力场运动方程： 
{\displaystyle {{R}^{\mu \nu }}-{\frac {1}{2}}{{g}^{\mu \nu }}R={\frac {8\pi G}{{c}^{4}}}P_{m}^{\nu \mu }}

### 愛因斯坦引力理论与狄拉克电子理论之间的矛盾
考虑电子与引力的作用时，我们需要引入标架仿射联络{\displaystyle {\hat {\Gamma }}_{(\beta )\mu }^{(\alpha )}} 。在黎曼时空中，存在关系式：{\displaystyle {{D}_{\nu }}\lambda _{\mu }^{(\alpha )}={{\partial }_{\nu }}\lambda _{\mu }^{(\alpha )}-\Gamma _{\mu \nu }^{\rho }\lambda _{\rho }^{(\alpha )}+{\hat {\Gamma }}_{(\beta )\nu }^{(\alpha )}\lambda _{\mu }^{(\beta )}=0} ，标架场与标架仿射联络不独立。
因此，黎曼时空中的电子场、电磁场及引力场的运动才方程为：
(1)电子场运动方程：
{\displaystyle \left\{{\begin{aligned}&i\hbar {{\gamma }^{\mu }}{{D}_{\mu }}\psi -mc\psi =0\\&i\hbar {{D}_{\mu }}{\bar {\psi }}{{\gamma }^{\mu }}+mc{\bar {\psi }}=0\\\end{aligned}}\right.}
(2)电磁场运动方程：
{\displaystyle {{D}_{\nu }}{{F}^{\mu \nu }}=-4\pi j_{e}^{\mu }}
(3)引力场运动方程：
{\displaystyle {{R}^{\mu \nu }}-{\frac {1}{2}}{{g}^{\mu \nu }}R={\frac {8\pi G}{{c}^{4}}}\left(P_{e}^{\nu \mu }+P_{\gamma }^{\nu \mu }-{\frac {1}{2}}D_{\sigma }^{}{{s}_{e}}^{(\alpha \beta )\sigma }\lambda _{(\alpha )}^{\nu }\lambda _{(\beta )}^{\mu }\right)}
根据电子场运动方程得到能量-动量流运动方程为：
{\displaystyle {{D}_{\nu }}P_{e}^{\mu \nu }=-{F_{\rho }}^{\mu }j_{e}^{\rho }+{\frac {1}{2}}{{R}_{(\alpha \beta )\nu }}^{\mu }s_{e}^{(\alpha \beta )\nu }}
根据引力场运动方程得到能量-动量流运动方程为：
{\displaystyle {{D}_{\nu }}P_{e}^{\mu \nu }=-{F_{\rho }}^{\mu }j_{e}^{\rho }-{\frac {1}{4}}{{R}_{(\alpha \beta )\nu }}^{\mu }{{s}_{e}}^{(\alpha \beta )\nu }}
上述结果表明，从电子场运动方程得到的能量-动量流运动方程与从引力场运动方程得到的能量-动量流运动方程是不相容的。

### 有挠时空引力理论（愛因斯坦-嘉當理论）
在有挠时空中，标架场 {\displaystyle \lambda _{\mu }^{(\alpha )}}与标架仿射联络{\displaystyle {\hat {\Gamma }}_{(\beta )\mu }^{(\alpha )}} 是独立的，标架场{\displaystyle \lambda _{\mu }^{(\alpha )}} 描述时空的弯曲，标架仿射联络{\displaystyle {\hat {\Gamma }}_{(\beta )\mu }^{(\alpha )}}  描述时空的扭曲，并且有：
{\displaystyle {{D}_{\nu }}\lambda _{\mu }^{(\alpha )}={{\partial }_{\nu }}\lambda _{\mu }^{(\alpha )}-\Gamma _{\mu \nu }^{\rho }\lambda _{\rho }^{(\alpha )}+{\hat {\Gamma }}_{(\beta )\nu }^{(\alpha )}\lambda _{\mu }^{(\beta )}\neq 0}
有挠时空中的引力场推广为引力-自旋场，因此简化形式的愛因斯坦-嘉當引力-自旋场的运动方程：
(1)电子场运动方程：
{\displaystyle \left\{{\begin{aligned}&{\frac {1}{2}}\left(i\hbar {{\gamma }^{\mu }}D_{\mu }^{}\psi +i\hbar D_{\mu }^{}({{\gamma }^{\mu }}\psi )\right)-mc\psi =0\\&{\frac {1}{2}}\left(i\hbar D_{\mu }^{}{\bar {\psi }}{{\gamma }^{\mu }}+i\hbar D_{\mu }^{}({\bar {\psi }}{{\gamma }^{\mu }})\right)+mc{\bar {\psi }}=0\\\end{aligned}}\right.}
(2)电磁场运动方程：
{\displaystyle D_{\nu }^{}{{F}^{\mu \nu }}=-4\pi j_{e}^{\mu }}
(3)自旋场运动方程：
{\displaystyle D_{\nu }^{}{{R}^{(\alpha \beta )\mu \nu }}={\frac {8\pi \kappa }{{c}^{4}}}\left(s_{e}^{(\alpha \beta )\mu }+s_{g}^{(\alpha \beta )\mu }\right)}
(4)引力场运动方程：
a.	第一形式：
{\displaystyle D_{\nu }^{}{{Q}^{(\alpha )\mu \nu }}={\frac {16\pi G}{{c}^{4}}}\left(P_{e}^{(\alpha )\mu }+P_{\gamma }^{(\alpha )\mu }+P_{f}^{(\alpha )\mu }-P_{g}^{(\alpha )\mu }-{\frac {{c}^{4}}{16\pi G}}{\bar {\beta }}\left(2{{\hat {R}}^{\mu (\alpha )}}-{\hat {R}}{{\lambda }^{(\alpha )\mu }}\right)\right)}
b.	第二形式：
{\displaystyle {\bar {\beta }}\left(R_{\nu }^{\mu }-{\frac {1}{2}}\delta _{\nu }^{\mu }R\right)\lambda _{}^{(\alpha )\nu }+{\frac {1}{2}}\beta D_{\nu }^{}{{\bar {K}}^{(\alpha )\mu \nu }}={\frac {8\pi G}{{c}^{4}}}\left(P_{e}^{(\alpha )\mu }+P_{\gamma }^{(\alpha )\mu }+P_{f}^{(\alpha )\mu }-P_{gk}^{(\alpha )\mu }\right)}
可以证明上述运动方程是相容的，因此有挠时空的愛因斯坦-嘉當引力-自旋场理论消除了爱因斯坦引力理论与狄拉克电子理论之间的矛盾。

## 应用
- 解释宇宙加速膨胀
- 解释先锋异常
- 解释星系转动曲线
- 预言带电物体周围的引力异常
- 预言日月食的引力异常